# Мраморный дом
«Мраморный дом» — советский детский приключенческий фильм режиссёра Бориса Григорьева, снятый в 1972 году по сценарию Василия Аксёнова. Премьера фильма состоялась 30 декабря 1973 года. В основу фильма легла киноповесть Аксёнова «Кто первый поймает Гитлера».

## Сюжет
Апрель 1945 года. Эвакуированный ленинградец Петя Колчанов (по прозвищу «Мастер Пит»), как и многие тогдашние советские дети, мечтает о приключениях. Ему и его верному другу Ильгизу («Герцог Гиз») хочется всего сразу; и успеть повоевать, и поймать Гитлера и помочь тимуровцам.
К Петиной сестре, студентке мединститута Марине, захаживают ждущий решения врачей морской пехотинец Малахитов и уже списанный по ранению капитан второго ранга Мамочко, который попытался выменять у Малахитова его наградной пистолет, но получил отказ. Неудача постигла и местную шпану, тем же вечером пытавшуюся завладеть оружием силой.
Днём Петя и Ильгиз сами лезут в драку с хулиганами, защищая свою подругу пионерку Эльмиру. Впрочем, главарь хулиганов быстро утихает, услышав от одного из подручных, что за Петю ему оторвёт голову некто Седой.
Марина продаёт мамины туфли-лодочки, чтобы раздобыть обувь себе и Пете. Тот, чтобы отблагодарить сестру, пробует раздобыть деньги различными способами: продаёт (неудачно) коллекцию марок, пытается заработать в роли чистильщика обуви и перепродавая билеты в кино. Задирающего Петю хулигана Пилюлю утихомиривает всё тот же Мамочко, которого Пилюля почему-то называет «Седой». Впрочем, Петя не обращает на это внимание, проникшись доверием и гордостью, ещё бы — человек якобы лично знал Чкалова, Папанина и других видных деятелей эпохи… На самом деле, все фотографии со знаменитостями — не более чем фотомонтаж, а удостоверение, принимаемое за служебный документ НКВД относится всего лишь к цирку. Мамочко рассказывает о том, что подозревает Малахитова и просит Петю незаметно изъять его пистолет, что тот и делает.
Поиски клада, по мнению ребят, непременно спрятанного бывшим хозяином старинного дома миллионером Жеребцовым, приводят к находке похищенных со станции ящиков с пенициллином и разоблачению притворявшегося другом Пети бандита Мамочко. Малахитов ранен во время задержания преступников, происходившего в самый День Победы.

## В ролях
- Сергей Хореев — Петя
- Рифат Мусин — Ильгиз
- Елена Томосянц — Эльмира
- Ирина Шевчук — Марина Калганова, студентка медицинского института
- Сергей Никоненко — Малахитов
- Николай Рыбников — Мамочко
- Александр Кавалеров — Пилюля
- Юрий Катин-Ярцев — дядя Лазик
- Цецилия Мансурова — тетя Нина
- Валерий Носик — Гитлер

## Съёмки
Писатель экранизируемого произведения Василий Аксёнов в мемуарах писал, что когда режиссёр сломал ногу, ему пришлось его заменить и он «даже сам снял метров триста» (весь фильм 2233 метра).
Фильм снимался в Тобольске, во многих кадрах присутствует местная достопримечательность — Тобольский кремль.